# Botnet (bezpieczeństwo komputerowe)
Botnet – grupa komputerów zainfekowanych szkodliwym oprogramowaniem (np. robakiem) pozostającym w ukryciu przed użytkownikiem i pozwalającym jego twórcy na sprawowanie zdalnej kontroli nad wszystkimi komputerami w ramach botnetu. Kontrola ta pozwala na zdalne rozsyłanie spamu oraz inne ataki z użyciem zainfekowanych komputerów.

## Historia
2 listopada 1988 został uruchomiony robak Morris Worm, który potrafił automatycznie infekować inne systemy, wykorzystując internet. Zainfekował ponad 6 tys. komputerów, co stanowiło około 10% całego ówczesnego Internetu. Straty oszacowano na 10 do 100 mln dolarów. Sprawca przyznał się do winy i został skazany na 3 lata obserwacji sądowej, 400 godzin prac społecznych i grzywnę w wysokości 10 tys. dolarów amerykańskich.
Pierwsze prawdziwe sieci typu botnet powstały w 1993 roku. Robaki te łączyły się z siecią IRC i były kontrolowane za pomocą przesyłanych przez tę sieć komunikatów. Jest to ciągle najpopularniejsza pośród skryptowych dzieciąt, choć już nie jedyna, droga kontrolowania botnetów.
W styczniu 2007 roku został zidentyfikowany Storm botnet. Na podstawie danych z września 2007 stwierdzono, iż ma możliwość odcięcia od internetu całego kraju i posiada potencjalną możliwość wykonywania większej liczby obliczeń na sekundę niż najlepsze superkomputery. 22 kwietnia 2009 firma Finjan poinformowała, iż botnet składa się przynajmniej z 1,9 miliona przejętych komputerów.
Największy botnet w historii powstał w maju 2009 roku – BredoLab zainfekował ponad 30 mln komputerów. Częściowo unieszkodliwiono go w październiku 2010 roku.
Botnet zainfekowany trojanem bankowym Zeus, zawierający 4,5 mln komputerów, FBI zniszczyło w grudniu 2011 roku aresztując 90 osób. Do tamtego czasu dzięki temu botnetowi skradziono 70 mln $. W kwietniu 2012 roku na komputerze Edwarda Pearsona znaleziono dane o 200 000 kontach PayPal, 2701 numerach kart kredytowych, 8000 pracownikach Nokii i dane osobowe ponad 8 000 000 mieszkańców Wielkiej Brytanii. Były one warte 800 000 funtów (jednak haker zarobił na nich tylko 2351 funtów), a zdobyto je przy pomocy Spyeye i właśnie Zeusa. Oba trojany połączyły się w kwietniu 2011 roku, a miesiąc później w kodzie pierwszego z nich znaleziono błędy i 4 miesiące później udostępniono za darmo w sieci. W lipcu 2011 roku zidentyfikowano wersję Zeusa atakującą system Android.

## Specyfika działania
Pojedynczy komputer w takiej sieci nazywany jest komputerem zombie. Całkowitą liczbę komputerów zombie na świecie szacuje się na kilka milionów – nie można jej dokładnie określić, ponieważ stale rośnie.
Robaki rozprzestrzeniają się, wykorzystując różne błędy w oprogramowaniu lub niewiedzę użytkowników komputerów.
Obecnie, oprócz najbardziej popularnej poczty elektronicznej, nowe robaki rozsyłają się także, wykorzystując komunikatory internetowe jak np. Gadu-Gadu, MSN Messenger, ICQ, Konnekt, Jabber, Tlen.pl, czy AIM.
Specjaliści wskazują na tendencję do tworzenia coraz mniejszych, a przy tym zdecydowanie trudniejszych do wykrycia botnetów.
Już botnet składający się z około 3000-7000 komputerów może stać się przyczyną poważnych zagrożeń, jeśli tylko komputery do niego podłączone dysponują odpowiednio szybkim połączeniem z Internetem.

## Zagrożenia
Scalenie nawet kilkunastu komputerów podłączonych do Internetu może stanowić poważną broń w rękach crackera. Taka sytuacja czyni botnety największym zagrożeniem współczesnego Internetu i stawia w stan gotowości całą branżę komputerową.
W sieci do tej pory krążą robaki, które mogą być usunięte nawet przez najprostsze, często darmowe programy antywirusowe, co daje wyobrażenie o tym, jak wiele komputerów jest kompletnie niezabezpieczonych. Czasem nawet samo podłączenie „bezbronnej maszyny” do Internetu w celu ściągnięcia programu antywirusowego, bądź osobistej zapory sieciowej może skończyć się infekcją.
W większości przypadków botnety są wykorzystywane do:
- wysyłania niechcianej korespondencji – spamu
- kradzieży poufnych informacji (np. danych osobowych, numerów kart kredytowych)
- przeprowadzania ataków typu DDoS (Distributed Denial of Service)
- sabotażu
- oszustw internetowych
- inwigilacji

Ataki typu DoS lub DDoS stały się groźną bronią w rękach przestępców wymuszających haracze za odstąpienie od ataku (co w przypadku firm zależnych od połączenia sieciowego jak np. portale czy sklepy internetowe stanowi niemałe zagrożenie). Do zwalczania tego zagrożenia potrzebna jest współpraca wielu ekspertów. Przykładem takiej udanej współpracy ekspertów z firm Kaspersky Lab, Microsoft oraz Kyrus Tech jest doprowadzenie w roku 2011 do skutecznego wyłączenia sieci zainfekowanych komputerów znanej pod nazwami Kelihos oraz Hlux.

## Profilaktyka
Stwierdzenie, czy komputer stał się zombie, nie jest proste. Pewnymi symptomami mogą być np.:
- podwyższona aktywność dysku twardego
- nadmierne użycie łącza sieciowego
- część z typowych funkcji systemu nie jest dostępna (np. menedżer zadań)
- e-maile od nieznanych osób.

Podstawowym sposobem zabezpieczenia się przed atakami jest posiadanie sprawnego i aktualnego programu antywirusowego, a także nieotwieranie plików z nieznanych źródeł (np. podejrzanych maili).

## Monitorowanie aktywności botnetów
Badacze bezpieczeństwa mogą podjąć bardziej zaawansowane akcje jak np. monitorowanie botnetów i analiza kodu botów. Z metod monitorowania sieci typu botnet można wymienić m.in. uruchomienie honeypot w celu złapania bota i analizy jego kodu, monitorowanie ruchu sieciowego czy dość nietypowy sposób polegający na dołączeniu swojego programu do botnetu.